# Pierre Ango
Pour les articles homonymes, voir Ango.
Pierre Ango (né à Rouen le 20 avril 1640 et décédé à La Flèche le 18 octobre 1694) est un jésuite, mathématicien et physicien français,. Il était professeur au collège de La Flèche.
En 1682, il publie des parties du travail d'Ignace-Gaston Pardies sur l'optique dans son livre L'Optique. Dans ce travail, Ango fournit une construction pour la réfraction qui n'est pas différente de celle de Hooke.[évasif]